# Macaranga cassandrae
Macaranga cassandrae är en törelväxtart som beskrevs av Timothy Charles Whitmore. Macaranga cassandrae ingår i släktet Macaranga och familjen törelväxter.
Artens utbredningsområde är Vanuatu. Inga underarter finns listade i Catalogue of Life.